# 임진록: 영웅전쟁
《임진록: 영웅전쟁》 대한민국의 게임 회사 HQ팀이 만든 RTS게임이다. 임진왜란의 역사를 담고 있으며 조선과 왜(일본)으로 플레이가 가능하다.

## 치트키
치트키는 총 세개가 있다. 영웅전쟁은 띄어쓰기와 마침표를 꼭 찍어야 치트가 사용된다.

돈벼락과 돈방석. - 사용자의 군자금이 올라간다.

새벽이 밝았다. - 지도의 안개가 걷힌다.

초요기를 올려라. - 시나리오나 혼자하기에서 승리한다.

## 시나리오
시나리오는 크게 가상시나리오와 사실시나리오가 있다.

### 사실시나리오
괄호 안은 플레이하는 진영과 각 시나리오별 지휘관의 이름이다.
- 제 1장 (일본/고니시 유키나가)부산포, 동래성 전투
- 제 2장 (일본/고니시 유키나가)탄금대 전투
- 제 3장 (일본/가토 기요마사)한양 입성
- 제 4장 (일본/가토 기요마사)왕자 납치
- 제 5장 (조선/이여송)평양 탈환
- 제 6장 (일본/고바야가와 다가가게)벽제관 전투
- 제 7장 (조선/이순신)당포 해전
- 제 8장 (조선/이순신)명량 해전
- 제 9장 (조선/이순신)노량 해전
- 제10장 (조선/권율)행주 대첩
- 제11장 (조선/권율)이치 전투
- 제12장 (조선/김시민)진주 대첩
- 제13장 (일본/도도다카도라)칠천량 해전

### 가상시나리오
- 제 1장 (조선)새재 방어
- 제 2장 (조선)독도 탈환
- 제 3장 (일본)명과 일본의 연합
- 제 4장 (조선)제2차 진주성 전투
- 제 5장 (일본)조선과 일본의 연합
- 제 6장 (일본)승병의 활동
- 제 7장 (조선)일본의 조선 침공